# Caspar John
Caspar John (Londen, 22 maart 1903 – Hayle, 11 juli 1984) was een Brits admiraal.
Tijdens de Tweede Wereldoorlog nam hij op een kruiser deel aan de Atlantische konvooien. Langs Kaap de Goede Hoop vervoerde hij onder andere wapens naar Egypte. Na de oorlog vervulde hij verschillende militaire en diplomatieke functies. Van 1960 tot 1963 was John de First Sea Lord van het Verenigd Koninkrijk.

## Militaire loopbaan
- Naval Cadet: 1916
- Midshipman: 15 januari 1921
- Sub-Lieutenant: 30 januari 1924[1]
- Lieutenant: 30 augustus 1925[1]
- Lieutenant commander: 30 augustus 1933[1]
- Commander: 31 december 1936[1]
- Captain: 30 juni 1941[1]
- Rear Admiral: 8 januari 1951[1]
- Vice Admiral: 30 maart 1954[1]
- Admiral: 10 januari 1957[1]
- Admiral of the Fleet: 23 mei 1962[1]

## Decoraties
- Ridder Grootkruis in de Orde van het Bad in 11 juni 1960[1]
- Ridder Commandeur in de Orde van het Bad in 31 maart 1956[1]
- Lid in de Orde van het Bad (CB) in 5 juni 1952[1]
- Dagorder  op 11 maart 1941[1]